# Klaus Temlitz
Klaus Temlitz (* 12. Dezember 1941 in Berlin; † 15. Mai 2022 in Münster) war ein deutscher Geograph und Honorarprofessor an der Westfälischen Wilhelms-Universität Münster.

## Leben
Nach dem Abitur 1963 am Ratsgymnasium in Münster studierte Temlitz an der Westfälischen Wilhelms-Universität (WWU) Münster Geographie, Germanistik und Geschichte. 1965 ging er für zwei Semester an die Eidgenössische Technische Hochschule (ETH) in Zürich, wo er Geographie, Orts-, Regional- und Landesplanung sowie Paläontologie studierte. Im November 1968 absolvierte er in Münster die Erste Staatsprüfung für das Lehramt an Höheren Schulen in den Fächern Deutsch und Erdkunde. Von 1969 bis 1974 unterrichtete er nebenamtlich Geographie am Johann-Conrad-Schlaun-Gymnasium in Münster, zusätzlich war er von 1969 bis 1972 Berater beim Schulfernsehen des Westdeutschen Rundfunks in Köln. 1970 wurde er wissenschaftlicher Assistent am Institut für Geographie der WWU Münster, 1972 wurde er mit einer vergleichenden Studie zu den Stadtteilen Aaseestadt und Neu Coerde der Stadt Münster promoviert.
Im November 1977 wechselte Klaus Temlitz zum Landschaftsverband Westfalen-Lippe und wurde Geschäftsführer der Geographischen Kommission für Westfalen. Anfang 2002 wurde er auf Antrag des Fachbereiches Geowissenschaften zum Honorarprofessor der WWU ernannt. Nach dem Eintritt in den Ruhestand Ende 2006 wurde er 2010 zum Vorsitzenden der Geographischen Kommission gewählt, 2013 stellte er sich nicht zur Wiederwahl.
In seiner Zeit als Geschäftsführer der Geographischen Kommission hat er wesentlich zur Weiterentwicklung des „Atlas von Westfalen“, zur Entstehung der Reihe „Städte und Gemeinden in Westfalen“ sowie des Online-Portals „Westfalen Regional“ beigetragen.

## Werke (Auswahl)
- Aaseestadt und Neu-Coerde. Bildstrukturen neuer Wohnsiedlungen in Münster und ihre Bewertung. (= Siedlung und Landschaft in Westfalen 9). Münster 1975.
- Stadt und Stadtregion. 3. neubearb. u. erweit. Ausgabe. (= Westermann-Colleg Geographie 1). Braunschweig 1985.
- Mit Alois Mayr (Hg.): Erträge geographisch-landeskundlicher Forschung in Westfalen. Festschrift 50 Jahre Geographische Kommission für Westfalen. (= Westfälische Geographische Studien 42) Münster 1986.
- Mit Alois Mayr und Diether Stonjek (Hg.): Der Kreis Steinfurt. (= Städte und Gemeinden in Westfalen 1). Münster 1994.
- Mit Alois Mayr: Die Geographische Kommission für Westfalen 1936-1996. Gründung und Auftrag, Organisation und Entwicklung, Leistung und Perspektiven, in: Alois Mayer u. a. (hg.): 60 Jahre Geographische Kommission für Westfalen, Münster 1996, S. 1–41.
- Kultur-Atlas Westfalen. Sämtliche 231 Städte und Gemeinden in Westfalen. Museen, Galerien, Theater, Veranstaltungen, Sehenswürdigkeiten u.v.m.; Texte - Karten – Fotos, Konzeption und Koordination: Klaus Temlitz u. a., Münster 2007.
- Die Geographische Kommission für Westfalen 1936–2011, in: Am Puls der Zeit. 75 Jahre Geographische Kommission für Westfalen, hg. von Rudolf Grothues, Münster 2012, S. 19–30 (Siedlung und Landschaft in Westfalen, Band 38)
- Landschaftliche Vielfalt in Westfalen, in: 200 Jahre Westfalen. Jetzt!; Münster 2015; S. 456–463.

## Festschrift
- Westfalen regional. Festgabe für Prof. Dr. Klaus Temlitz zum 65. Geburtstag, hg. von Heinz Heineberg, Red.: Rudolf Grothues, 2. Aufl. Münster 2007 (Siedlung und Landschaft in Westfalen, Band 35)